# Josh Earnest
Joshua Ryan Henry "Josh" Earnest (pronunciado /d͡ʒɒʃ ˈɝnɪst/; Kansas City, Misuri, 22 de enero de 1975) fue el tercer Secretario de Prensa de la Casa Blanca de la administración de Barack Obama. Asumió tal cargo el 20 de junio de 2014 en reemplazo de Jay Carney y lo desempeñó hasta el 20 de enero de 2017, día de la investidura de Donald Trump; su sucesor es Sean Spicer. Actualmente es analista político de NBC News y MSNBC.

## Primeros años y estudios
Earnest nació en Kansas City (Misuri), en el hogar de Donald H. Earnest, director atlético, y Jeanne M. Earnest, psicóloga. Fue un estudiante becado de la escuela secundaria privada The Barstow School, en la que fue jugador de béisbol y baloncesto.
Se graduó de la Universidad Rice en 1997 con un grado en ciencias políticas y evaluación de políticas públicas.

## Carrera
Inmediatamente después de su graduación trabajó en la exitosa campaña de Lee Brown a la alcaldía de Houston y en 2001 en la primera campaña de Michael Bloomberg a la alcaldía de Nueva York. En 2002 y 2003 Earnest sirvió como asistente del congresista Marion Berry (demócrata de Arkansas).
Entre 2003 y 2006, Earnest trabajó para el Comité Nacional Demócrata bajo el mando de Terry McAuliffe y Howard Dean. En 2006 Earnest se desempeñó además como director de comunicaciones para la campaña de Jim Davis a la gobernación de la Florida. En diciembre de 2006 se trasladó a Iowa para tomar el cargo de director nacional de comunicaciones para la campaña presidencial de Tom Vilsack, quien en aquella época era el gobernador de dicho estado.
En marzo de 2007 Earnest se unió a la campaña presidencial de Barack Obama como director de comunicaciones del estado de Iowa. Luego de la victoria de Obama en las asambleas estatales del partido, Earnest fue el principal asistente de comunicaciones en varias primarias estatales, incluyendo las de Carolina del Sur, Texas y Pensilvania. En las elecciones generales fue promovido a subdirector de comunicaciones de la campaña demócrata. Tras la elección de Obama en noviembre de 2008, Earnest se mudó a Washington D. C. y sirvió como director de comunicaciones del Comité Inaugural de la Presidencia.

### Casa Blanca
Earnest inició su labor en la Casa Blanca el segundo día de la presidencia de Obama, el 21 de enero de 2009, como uno de los subsecretarios de prensa de Robert Gibbs. Posteriormente Earnest fue promovido a subsecretario principal de prensa y jefe de personal de Jay Carney, en ocasiones sustituyéndolo en ruedas de prensa. El 30 de mayo de 2014 Obama anunció que Earnest reemplazaría a Carney en la posición de secretario de prensa de la Casa Blanca. En un sondeo llevado a cabo por la organización Político en abril de 2015, fue elegido por casi 70 periodistas como el oficial de prensa más servicial del gobierno de Obama y el mejor secretario de prensa de la Casa Blanca con el que habían trabajado.
Su última conferencia como secretario de prensa tuvo lugar el 17 de enero de 2017. En ella Obama personalmente agradeció a Earnest por sus servicios y elogió la calidad de su trabajo.

### NBC News y MSNBC
El 27 de marzo de 2017 los presidentes de NBC News y de su canal hermano MSNBC, Noah Oppenheim y Phil Griffin respectivamente, anunciaron en un memorando interno la contratación de Earnest como analista político de ambos medios. Este inició su rol el mismo día, en los programas Today (NBC) y Morning Joe (MSNBC).

## Vida personal
En agosto de 2012 Earnest se casó en el hotel Four Seasons de Washington D. C. con Natalie Wyeth, exoficial del Departamento del Tesoro, bisnieta del ilustrador N. C. Wyeth y nieta del inventor Nathaniel Wyeth. La pareja tiene un hijo.